# Rivière Wawagosic
La rivière Wawagosic est un affluent de la rivière Turgeon lequel se déverse dans la rivière Harricana, puis dans la baie James. La rivière Wawagosic est un cours d'eau de la municipalité de Eeyou Istchee Baie-James, dans la région administrative du Nord-du-Québec, au Québec, au Canada.

## Géographie
Les bassins versants voisins de la rivière Wawagosic sont :
- côté nord : rivière Turgeon
- côté est : rivière Octave (rivière Harricana)
- côté sud : lac Chicobi, ruisseau Kaomakomiskiwag
- côté ouest : lac Turgeon (Eeyou Istchee Baie-James), rivière Turgeon

La tête des eaux de la rivière Wawagosic est situé à la limite des régions administratives du Nord-du-Québec et de l'Abitibi-Témiscamingue. La rivière Wawagosic prend sa source dans un petit marais au nord du lac Authier, situé dans le territoire non organisé de Lac-Chicobi, à l'ouest de la rivière Octave (rivière Harricana) et au nord du lac Chicobi. Ce secteur est compris dans la Réserve de biodiversité projetée d'Esker-Mistaouac. La tête de la rivière draine les eaux du versant ouest des Collines Saucer (altitude : 367 m) et du Mont Plamondon (altitude : 445 m).
Situé dans le sud-est du canton de Bacon, le lac Wawagosic (longueur : 4,0 km) se déverse dans la rivière de même nom par la rivière Tangente laquelle coule sur 6,9 km vers le sud-ouest, pour rejoindre la rivière Wawagosic.
La rivière Wawagosic coule surtout vers le nord, par segment vers l'ouest, en traversant de nombreuses zones de marais. Sur son cours, la rivière draine les eaux venant des lacs : Patrie, Plamondon, Wawagosic, Cadieux, Carheil, Horney, Morin, Cadieux, Dent, Leblond et Casgrain. La rivière Wawagosic se déverse dans la rivière Turgeon laquelle est un affluent de la rivière Harricana.

## Toponymie
Selon des rapports d'arpenteurs de 1908, qui exploraient la région en vue du développement du nord-ouest québécois en vue de l'arrivée éventuelle du chemin de fer de National Transcontinental Railway, cette rivière était identifiée sous l'appellation populaire «Rivière Croche». L'appellation "Wawagotig" d'origine algonquin, signifiant "rivière en zigzag", était aussi utilisé pour décrire ce plan d'eau. Les Algonquins de Pikogan avait nommé le lac Wawagosic ; ce lac est caractérisé par son littoral sablonneux et plusieurs îles. Cette dernière signification s'applique fort bien à la rivière dont les bords argileux et sans roches ont été notés dès le début du siècle.
Le toponyme « rivière Wawagosic » a été officialisé le 5 décembre 1968 à la Banque des noms de lieux de la Commission de toponymie du Québec.